# Нове Ляскі
Нове Ляскі (пол. Nowe Laski, нім. Neu Latzig) — село в Польщі, у гміні Вешхово Дравського повіту Західнопоморського воєводства.
Населення — 92 особи (2011).
У 1975-1998 роках село належало до Кошалінського воєводства.

## Демографія
Демографічна структура станом на 31 березня 2011 року:
|          | Загалом | Допрацездатний вік | Працездатний вік | Постпрацездатний вік |
| -------- | ------- | ------------------ | ---------------- | -------------------- |
| Чоловіки | 51      | 9                  | 38               | 4                    |
| Жінки    | 41      | 5                  | 21               | 15                   |
| Разом    | 92      | 14                 | 59               | 19                   |